# Jordløse (plaats)
Jordløse is een plaats in de Deense regio Zuid-Denemarken, gemeente Assens. De plaats telt 349 inwoners (2020). Jordløse ligt aan de voormalige spoorlijn Odense - Faaborg. Het stationsgebouw is bewaard gebleven.